# Bellmunt de Mesquí
Bellmunt de Mesquí (oficial en espanyol Belmonte de San José) és una vila i municipi del Baix Aragó, històricament considerat del Matarranya, a la confluència d'uns barrancs que hi formen el riu de Mesquí. A l'entrada de la població, hom troba un cartell que diu «Bellmunt», i un altre en castellà, «Belmonte de San José». Però a la comarca tothom lo coneix com a Bellmunt de Mesquí, nom que no agrada gaire als bellmuntans.
Segons l'eminent filòleg Joan Coromines, expert en estes matèries, des del punt de vista etimològic, lo nom prové del llatí bellus mons, al·ludint al vast domini de vista del tossal de Sant Josep, que cau sobre el poble, amb l'ermita, famosa als entorns. L'any 1980 aconseguiren canviar el sobrenom «Mesquí» pel de Sant Josep.
La vila està situada ja a la frontera lingüística amb lo castellà i la parla és normal que tingui algunes característiques de transició.

## Llocs d'interés
L'Arxiu Membrado ha estat guardat per membres de la família Mur des de la fundació. L'actual guardià (2015), Ramon Mur, és un pou de ciència: l'any 1990 publicà una obra interessant, Sadurija, una mena de novel·la històrica amb annals secrets de la família Membrado, que tingué un gran impacte.
L'arxiu de Juan Pío Membrado es conserva a la casa on va viure, i és l'arxiu de la vila. Hi ha en est arxiu una fotografia molt curiosa trobada últimament (2010), en què es veuen José Mur Ainsa, Pere Bosch i Gimpera, Francesc Macià i el seu secretari, Joan Alavedra. La casa de la vila és un edifici renaixentista amb llotja als baixos i balconada afegida posteriorment. A la façana hi ha un escut de la vila i la data del 1575. Una mica més amunt, hi ha l'església parroquial dedicada a sant Salvador. És un temple barroc de tres naus amb cúpula i campanar. L'obra es va acabar l'any 1742.
Se recomana visitar la nevera, obra semisubterrània situada a pocs metres del nucli urbà. La nevera és un pou rodó, fet de pedra, de 8,6 m de diàmetre i una alçada màxima fins a la volta de 9,2 m. Lo primer document que en fa menció és del 1636 i es feia servir per a conservar la neu caiguda a l'hivern. Era una activitat econòmica important per a poder conservar el menjar, refrescar begudes i per a usos terapèutics. La nevera de Bellmunt és una de les més ben conservades de la comarca.

## Història
Des del principi Bellmunt formà part del terme del Castell de Mont-roig i de la posterior comanda calatravesa. Lo rei Pere el Cerimoniós signà a Daroca, el 20 d'octubre del 1337, un document pel qual concedí a Bellmunt lo títol de vila, tot assenyalant-li un terme propi i la facultat de tenir consell, justícia, mostassaf i altres institucions per al seu govern. En altres temps, la vila de Bellmunt fou important, però el 2023 tenia un cens de 123 habitants.

## Fills il·lustres
- Juan Pío Membrado Ejerique, del qual a través del Centro de Estudiosos Bajoaragoneses, se va publicar, en edició facsímil, una interessant obra, El porvenir de mi pueblo: batalla a la centralización
- Lo matemàtic José Mur Ainsa (1870-1956) que va ser degà de la Universitat de Barcelona durant la República de 1933 a 1936,[4] condemnat durant la dictadura pel tribunal Tribunal Especial de Repressió de la Maçoneria i del Comunisme.[5]

Les restes d'ambdós reposen al cementiri de la població.